# Iskolarendszer
Az iskolarendszerbe azok az intézmények tartoznak, amelyekben az ember kisgyermekkorától kezdve egészen a felnőtté válásáig részt vesz. Magyarországon ide tartoznak az alábbiak:
- Bölcsőde
- Óvoda
- Alapfokú oktatás (6 éves kortól 10, 12 vagy 14 éves korig)
- Középiskola: gimnázium, szakgimnázium, szakközépiskola, szakiskola
- Főiskola, ill. egyetem,

valamint a különböző szakképzéseknek teret adó intézmények.
Szintek szerint:
- Alapfokú oktatás
- Középfokú oktatás
- Felsőoktatás (vagy felsőfokú oktatás)